# 切斯特鎮區 (明尼蘇達州瓦巴沙縣)
切斯特鎮區（英語：Chester Township）是位於美國明尼蘇達州瓦巴沙縣的一個行政鎮區，於1858年設立。

## 地方資料
切斯特鎮區的面積為91.90平方千米，當中陸地面積為91.80平方千米，而水域面積為0.10平方千米。根據2020年美國人口普查的數據，當地共有人口415人，而人口密度為每平方千米4.52人。